# Francisco Sagasti

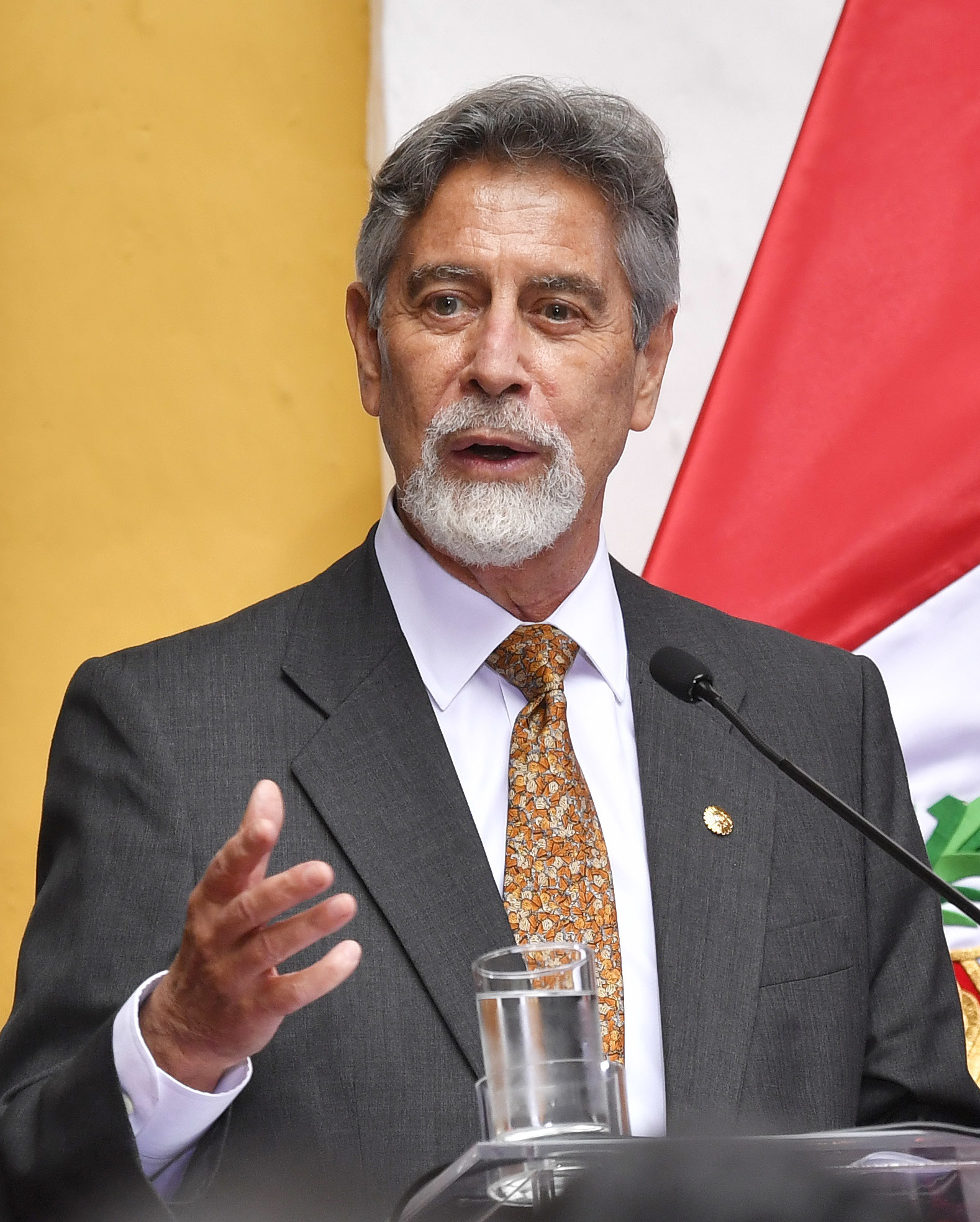
Francisco Sagasti (2020)

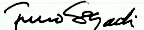
Unterschrift

Francisco Rafael Sagasti Hochhausler (geb. 10. Oktober 1944 in Lima) ist ein peruanischer Ingenieur und Politiker. Er wurde am 17. November 2020 als neuer Staatspräsident Perus vereidigt und bekleidete das Amt bis zur Vereidigung seines Nachfolgers Pedro Castillo am 28. Juli 2021.

## Leben
Sagastis Großvater Francisco Sagasti Saldaña nahm als peruanischer Offizier 1879 am Salpeterkrieg gegen Chile teil und gilt in Peru als Nationalheld. Seine österreichische Mutter, Elsa Hochhäusler Reinisch (die Tochter von Leopold Hochhäusler und Maria Reinisch), wurde 1922 in Wien geboren und migrierte mit ihren Eltern nach Peru.
Sagasti studierte von 1961 bis 1965 Wirtschaftsingenieurswesen an der Universidad Nacional de Ingeniería in Lima und setzte dieses Studium 1967 an der Pennsylvania State University bis zum Erwerb des Masters im Jahr 1970 fort, 1971 erwarb er an dieser Universität einen PhD in Sozialwissenschaften.
Unter der progressiven Militärregierung Juan Velasco Alvarados war er Berater des Industrieministers Alberto Jiménez für Technologie und Industrialisierung. Unter Alan García war er Berater des Außenministers. In der zweiten Regierungsperiode der APRA und unter dem Präsidenten Ollanta Humala war er für den Fonds für Innovation, Wissenschaft- und Technologie (span.: Fondos para la Innovación, Ciencia y Tecnología, FINCyT) Mitglied der Präsidentschaft des Ministerrats.
Von 1980 bis 1987 war er Professor für Wirtschaftsplanung an der peruanischen Universidad del Pacífico. Daneben arbeitete er für verschiedene nationale Entwicklungsprogramme sowie internationale Organisationen wie die ILO, die UNESCO, die UNDP und die OAS.
Sagasti schrieb zahlreiche Bücher und war Mitproduzent einer neunteiligen Fernsehserie über die Entwicklung Perus (Abriendo Caminos).

## Politische Entwicklung
1996 war Sagasti eine von 72 Geiseln bei dem Überfall auf die japanische Botschaft durch den MRTA. Er kam nach zwei Tagen frei. 2016 nahm er für die Partei „Todos por el Peru“ an der Parlamentswahl teil. Gemeinsam mit Julio Guzmán, dessen Kandidatur für dieselbe Partei 2016 wegen Unregelmäßigkeiten gerichtlich annulliert wurde, gründete er den Partido Morado („Violette Partei“), der an der vorgezogenen Parlamentswahl 2020 teilnahm und mit 7,4 % der Stimmen neun Sitze im Parlament erhielt, Sagasto erwarb den Sitz für Lima. Nachdem Präsident Martín Vizcarra aufgrund eines von Abgeordneten der Parteien Unión por el Perú (UPP), Podemos Perú, Frente Amplio und Acción Popular eingebrachten Misstrauensantrags am 9. November 2020 sein Amt niederlegte und dessen Nachfolger Manuel Merino nur eine Woche später aufgrund von Straßenprotesten zurücktrat, wurde Sagasti am 17. November als Interimspräsident vereidigt. Er sollte dieses Amt bis zur Präsidentschaftswahl im Juli 2021 ausüben. Seine Kandidatur für den Partido Morado bei der für April 2021 angesetzten Parlamentswahl zog er daraufhin zurück.

## Auszeichnungen
- 1980: Paul G. Hoffman Award des Entwicklungsprogramms der Vereinten Nationen
- 1980: Friedensmedaille der Vereinten Nationen
- 1999: Premio de Resistencia des peruanischen Zeitschrift Caretas
- 2012: Medaille des Generalgouverneurs von Kanada für die Stärkung der kanadisch-peruanischen Beziehungen
- 2017: Robert K. Merton–Preis der International Sociological Association[2]